# 久山知之

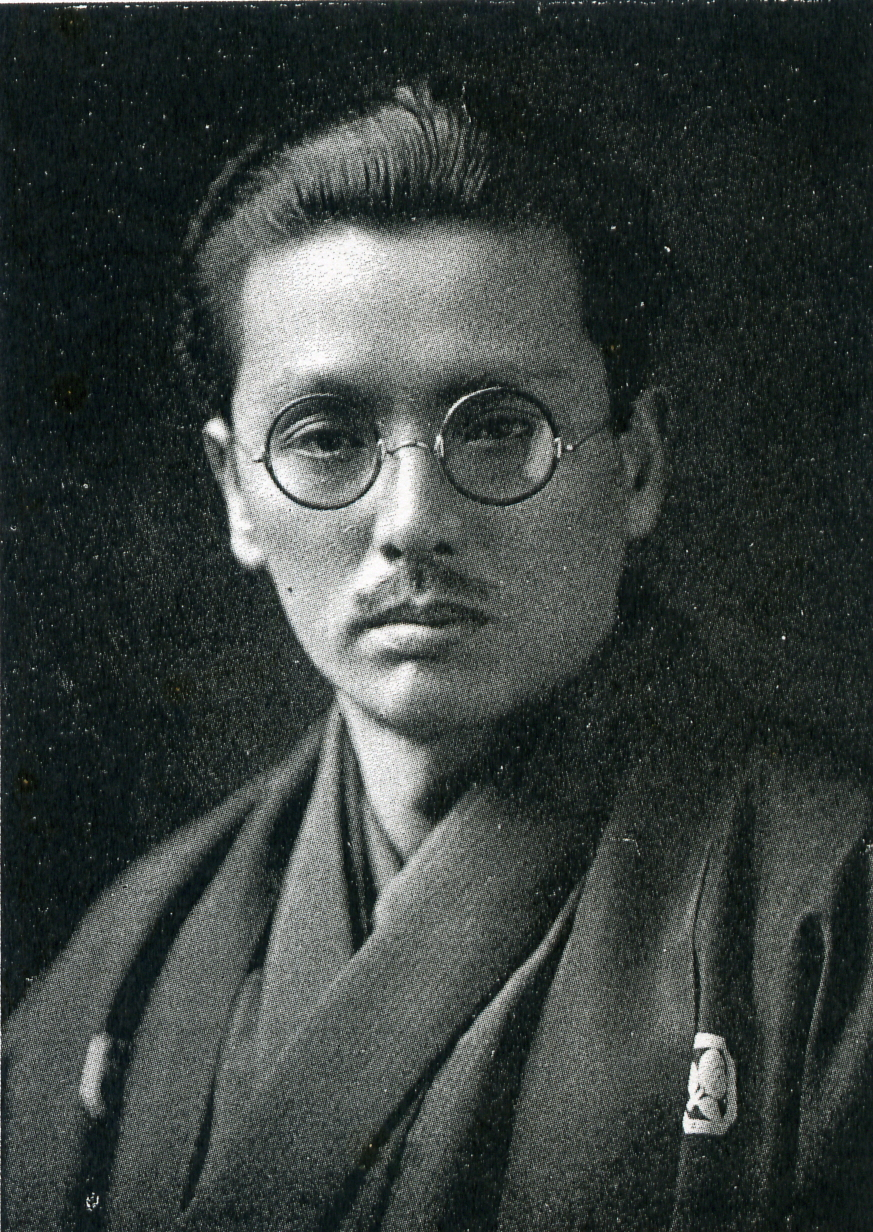
久山知之

久山 知之（くやま ともゆき、1889年（明治22年）4月1日 - 1968年（昭和43年）2月3日）は、日本の政治家、実業家、著述業。衆議院議員（岡山県第一区選出、当選6回）。岡山県会議員。

## 経歴
岡山県久米郡大井西村（現・津山市）に生まれた。久山茂樹の長男。1909年、家督を相続した。早稲田大学に学び、中退した。中国民報社に勤務し、記者となった。岡山県交通互助会長、高信銀行支店長、同支配人、久山工業所長、西美鉄道、美作電化工業各会社重役を務めた。
1919年、岡山県会議員に当選。1928年、衆議院議員に当選（6期連続当選）。立憲政友会に所属した。立憲政友会総務を務めた。1937年6月、第1次近衛内閣で司法政務次官に任ぜられ、1939年1月、退任した。
戦後、大政翼賛会の推薦議員のため、公職追放となった。

## 政策・主張

### 政見
戦前に久山は、「議会より自由主義を一掃せよ」、「自我功利の自由主義的思想に基づく一切の政治行動は一掃さるべき」と政見を述べていた。

### 政見綱領
- 国体の明徴と機関説排撃[5]
- 自主外交方針の確立[5]
- 責任政治の樹立[5]
- 兵農両全の実現[5]
- 擬装挙国一致内閣の打倒[5]
- 官僚的行政制度の革正[5]

## 人物
趣味は温室園芸。宗教は神道。岡山県在籍で、住所は岡山市南方、東京市目黒区自由が丘。

## 家族・親族
久山家
- 父・茂樹[13]
- 母・佐恵（1865年 - ?、岡山、村上瑚麿雄の叔母）[11][13]
- 弟・公平（1897年 - ?）[13]
- 妹
  - 政野（岡山、高田信一郎の長男爲美の妻）[13]
  - 小春（高知、野崎隆幸の妻）[13]
  - 文女（岡山湯原町、美甘熊七の長男衡平の妻）[13] - 美甘熊七は第三高等中学校医学部（のちの岡山医科大学 (旧制) ）薬学科卒の薬剤師[15]
- 妻・きくの（1892年 - ?、小林富太郎の四女）[7][13]

親戚
- 高田信一郎（岡山県多額納税者、農業）[16]